# Helen Johns
Helen Johns (Estados Unidos, 25 de septiembre de 1914-23 de julio de 2014 ) fue una nadadora estadounidense especializada en pruebas de estilo libre, donde consiguió ser campeona olímpica en 1932 en los 4 x 100 metros.

## Carrera deportiva
En los Juegos Olímpicos de Los Ángeles 1932 ganó la medalla de oro en los relevos de 4 x 100 metros estilo libre, con un tiempo 4:38.0 segundos), por delante de Países Bajos (plata) y Reino Unido (bronce); sus compañeras de equipo fueron las nadadoras: Helene Madison, Josephine McKim y Eleanor Garatti.